# Pacino
Pacino byla česká kytarová kapela z Orlové hrající jako trio. Zběsilou hudbu, ale s jasně čitelnými kytarami doplňují o česky zpívané texty. Kromě zahraničních vzorů jako Dinosaur Jr. se tak přibližují i starším českým noise rockovým kapelám jako OTK nebo Děti deště. Jejich debutové album Půl litru země sklidilo velký úspěch na české alternativní scéně. V roce 2017 za něj získali cenu Vinyla za nejlepší desku. V roce 2022 vydávají další album s názvem Sedm světů, které je opět dobře přijímáno hudebními kritiky. Všechny jejich nahrávky vznikají DIY přístupem a takto syrový zvuk kapelu odlišuje od čistého zvuku z hudebních studií. Celá kapela je spjata s Orlovským klubem Futra. Kromě dvou alb mají na kontě několik kratších počinů jako debutové Ne tak daleko a každoročně se jejich píseň objeví i na kompilaci Crooked to Death, kterou na kazetě společně vydává magazín Crook a label Stoned to Death. Známí jsou také tím, že se nijak neprezentují na sociálních sítích.
Kapela v roce 2023 ukončila v tichosti činnost. Kytarista Radomír Szajter pokračuje s novou kapelou Ginger Wizard and the Peter Jacksons.

## Členové kapely
- Radomír Szajter - kytara a zpěv
- Jakub Lasota - baskytara
- Tomáš Veliký - bicí

## Diskografie

### Studiová alba
- Půl litru země (2017)
- Sedm světů (2022)

### EP a split
- Ne tak daleko (2014)
- split MC (2016) split s Sky To Speak
- Dveře (2019)
- Hlad (2020)